# 阿伯斯費爾德米爾巴赫河
50°04′16″N 10°21′11″E / 50.071068°N 10.352989°E
阿伯斯費爾德米爾巴赫河（德語：Abersfelder Mühlbach），是德國的河流，位於該國東南部，由巴伐利亞負責管轄，屬於施泰納赫河的左支流，河道全長3.9公里，發源自紹農根以東。